# لوسيت كليل
لوسيت كليل (الاسم العلمي: Lecythis retusa) هو نوع من النباتات يتبع جنس اللوسيت من الفصيلة اللوسيتية. يتواجد هذا النوع من النبات فقط في البرازيل وهو مهدد بفقدان الموائل. تم وصف هذا النوع من النبات علمياً لأول مرة من قبل ريشارد سبروس سنة 1858.